# George Coventry, 11. Earl of Coventry

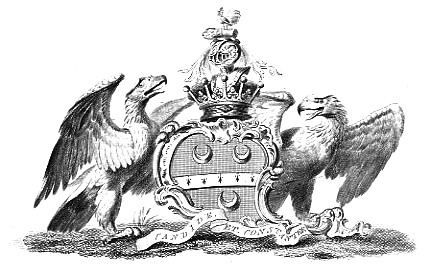
Wappen der Earls of Coventry

George William Coventry, 11. Earl of Coventry (* 25. Januar 1934 auf Croome Court, Worcestershire; † 14. Juni 2002 in Málaga, Spanien) war ein britischer Peer und Politiker der Conservative Party.

## Leben und Karriere
Coventry wurde am 25. Januar 1934 als viertes Kind und einziger Sohn von George Coventry, 10. Earl of Coventry, und Hon. Nesta Donne Philips (1903–1997) geboren. Er besuchte die Stowe School in Buckinghamshire und das Eton College.
Coventry absolvierte das Royal Military College Sandhurst und diente dann in den Grenadier Guards. Er war als Börsenmakler aktiv und auch als Modedesigner, Kaufmann und Direktor einer Ölfirma tätig.
Nach dem Tod seines Vaters 1940 erbte er den Titel des Earl of Coventry und trat den damals damit verbundenen Sitz im House of Lords an. Diesen verlor er durch den House of Lords Act 1999. Für einen der verbleibenden Sitze trat er nicht an.
Er galt als Unterstützer von John Major, nachdem er in den 1990er Jahren in die Conservative Party eingetreten war. 

## Familie

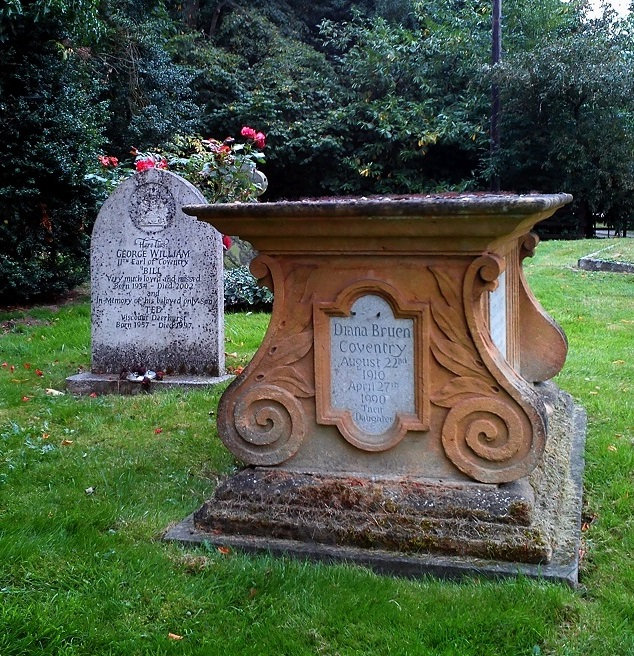
Die Gräber des 11. Earl of Coventry und von Charles Coventry (1867–1929) an der St Nicholas-Kirche in Earls Croome

Coventry war viermal verheiratet. Er heiratete am 22. März 1955 Marie Medhart, die Tochter von William Medhart. Sie ließen sich 1963 scheiden. Am 5. Dezember 1969 heiratete er Ann Cripps. Die Scheidung erfolgte 1975. Am 29. November 1980 heiratete er Valerie Ann Birch. Diese Ehe dauerte bis 1988 an. In vierter und letzter Ehe war er mit Rachel Wynne Mason ab dem 4. Juli 1992 verheiratet. 
Er starb im Juni 2002 im Alter von 68 Jahren. Da sein einziges Kind, ein Sohn aus erster Ehe, Edward Coventry, Viscount Deerhurst bereits 1997 verstorben war, ohne seinerseits Söhne zu hinterlassen, erbte seinen Titel sein damals 89-jähriger Cousin Francis Coventry, 12. Earl of Coventry (1912–2004).